# Lingua svedese
La lingua svedese () è una lingua germanica settentrionale parlata prevalentemente in Svezia (come unica lingua ufficiale, dal 1º luglio 2009) e in alcune zone della Finlandia (circa il 6% della popolazione soprattutto lungo le coste e nelle isole Åland), dove ha pari diritti legali insieme al finlandese. In gran parte è mutuamente intelligibile con il norvegese, mentre minore è l'intelligibilità reciproca con il danese. Discendente del norreno, lo svedese è attualmente la più parlata delle lingue germaniche settentrionali.
Al 2022, è parlata da 13,1 milioni di parlanti totali.
Lo svedese standard, parlato dalla maggior parte degli svedesi, è la lingua nazionale evolutasi a partire dai dialetti svedesi centrali nel XIX secolo. Malgrado esistano ancora distinte varietà regionali discendenti dai vecchi dialetti rurali, la lingua parlata e scritta è uniforme e standardizzata.
Alcuni di questi dialetti differiscono considerevolmente dalla lingua standard nella grammatica e nel vocabolario, e non sempre sono mutuamente intelligibili con lo svedese standard. Sebbene non siano in pericolo di un'imminente estinzione, simili dialetti sono stati in declino durante il secolo scorso, nonostante siano ben studiati e il loro uso sia spesso incoraggiato dalle autorità locali.
L'ordine standard delle parole nella frase è Soggetto Verbo Oggetto, sebbene possa essere spesso modificato per sottolineare alcune parole o frasi. La morfologia svedese è simile a quella inglese; le parole subiscono una minima flessione, ci sono due generi grammaticali, c'è distinzione tra singolare e plurale e non ci sono casi (sebbene vecchie analisi postulino due casi, nominativo e genitivo). Gli aggettivi conoscono una costruzione dei gradi di comparazione analoga a quella dell'inglese, ma sono anche flessi secondo genere, numero e determinazione. La determinazione dei sostantivi è indicata principalmente attraverso suffissi (uscite), cui si affiancano anche alcune forme vere e proprie di articolo. La prosodia evidenzia la presenza sia dell'accento, sia, in molti dialetti, di qualità tonali. Lo svedese è foneticamente interessante anche per la presenza di una fricativa dorsopalatale velare sorda, un fonema consonantico altamente instabile.

## Classificazione
Lo svedese è una lingua indoeuropea appartenente al ramo settentrionale delle lingue germaniche. Più precisamente, nella classificazione standard appartiene al gruppo scandinavo orientale come il danese, di fatto separato dal gruppo occidentale (faroese, islandese e norvegese). Comunque, analisi più recenti dividono le lingue del germanico settentrionale in due gruppi: scandinavo insulare, faroese e islandese, e scandinavo continentale, danese, norvegese e svedese, basandosi sulla reciproca intelligibilità dovuta a pesanti influenze dello scandinavo orientale (in particolare del danese) sul norvegese durante l'ultimo millennio e sulla divergenza dal faroese e dall'islandese.
Grazie ai criteri generali di reciproca intelligibilità, le lingue dello scandinavo continentale potrebbero essere di fatto considerate dialetti di una comune lingua scandinava. Comunque, a causa di parecchi secoli di rivalità a volte intensa tra Danimarca e Svezia, inclusa una lunga serie di guerre nel XVI e XVII secolo e delle idee nazionaliste che emersero durante la fine del XIX e l'inizio del XX secolo, le lingue hanno ortografie, dizionari, grammatiche ed entità regolatrici separati. Danese, norvegese e svedese sono perciò da una prospettiva linguistica descritte più accuratamente come un continuum dialettale dello scandinavo di ascendenza germanica settentrionale e alcuni dialetti, come quelli al confine tra Norvegia e Svezia – specialmente quelli del Bohuslän, Dalsland, Värmland occidentale, Dalarna occidentale, Härjedalen e Jämtland – occupano uno spazio intermedio tra le lingue standard nazionali.

## Storia
Nel IX secolo il norreno cominciò a differenziarsi in scandinavo occidentale (Norvegia e Islanda) e scandinavo orientale (Svezia e Danimarca). Nel XII secolo i dialetti di Danimarca e Svezia cominciarono a differenziarsi, diventando antico danese e antico svedese nel XIII secolo. Questi furono pesantemente influenzati dal basso tedesco medio durante il Medioevo. Sebbene gli stadi dello sviluppo linguistico non siano mai delimitati così nettamente come riportato e non dovrebbero essere presi troppo alla lettera, il sistema di suddivisioni usato in questa voce è il più usato comunemente dai linguisti svedesi ed è usato per praticità.

### Norreno

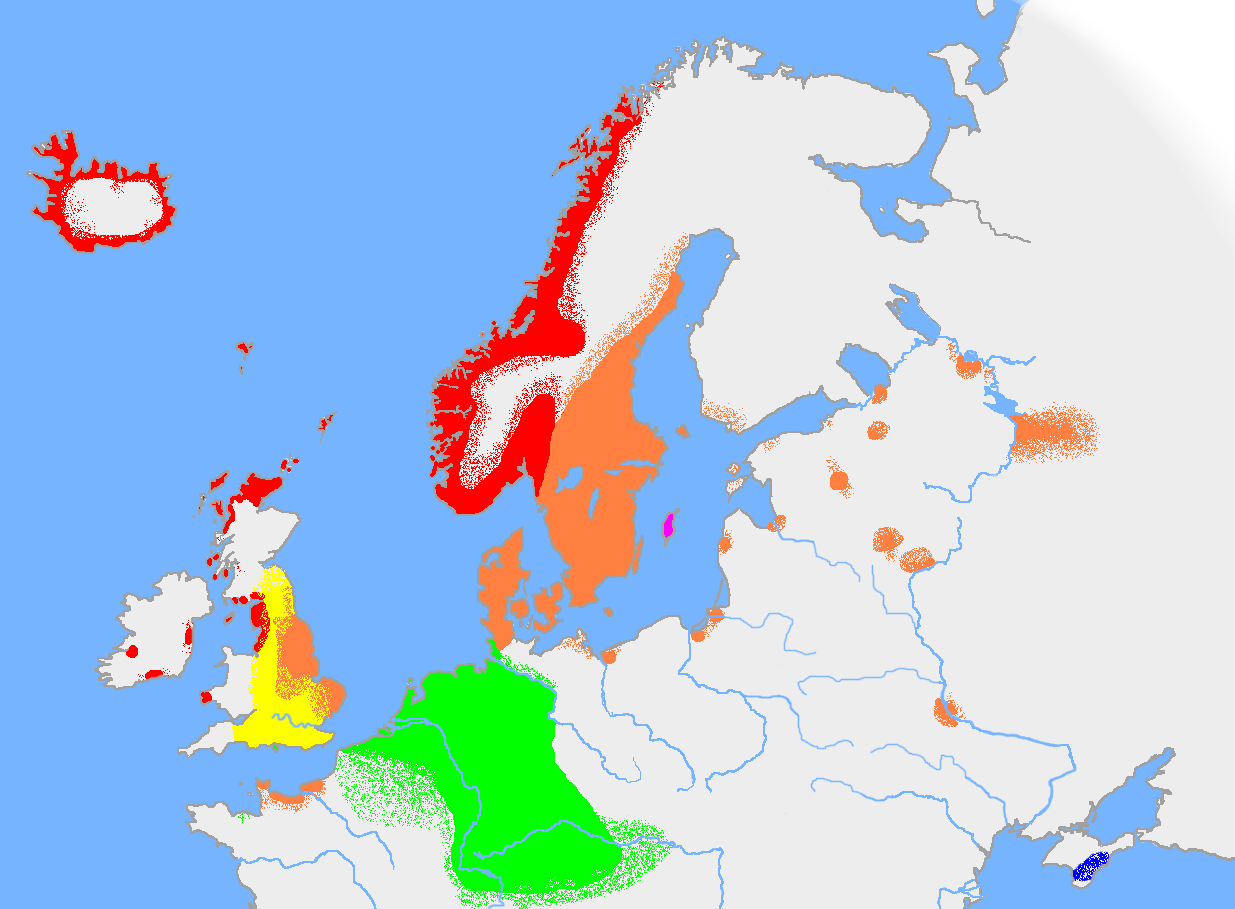
Distribuzione geografica del norreno (in rosso e in arancione) e delle lingue a esso collegate all'inizio del X secolo

Nell'VIII secolo la lingua germanica comune della Scandinavia, il proto-norreno, aveva subito alcune trasformazioni ed evolse in norreno. Questa lingua cominciò a subire nuove trasformazioni che non si diffusero in tutta la Scandinavia, il risultato di ciò fu la comparsa di due dialetti simili, norreno occidentale (Norvegia e Islanda) e norreno orientale (Danimarca e Svezia).
Il subdialetto del norreno orientale parlato in Svezia è chiamato svedese runico e quello parlato in Danimarca danese runico (c'era anche un subdialetto parlato in Gotland, il gutnico antico), ma fino al XII secolo il dialetto era lo stesso nei due Paesi con l'eccezione principale della monottongazione del danese runico (vedi sotto). I dialetti sono chiamati runici perché il corpo principale del testo appare in alfabeto runico. Diversamente dal proto-norreno, che era scritto con l'alfabeto chiamato fuþark antico, il norreno era scritto con il fuþark recente che aveva solo 16 lettere. Visto che il numero di rune era limitato, alcune rune erano usate per una serie di fonemi, come la runa per la vocale u che era anche usata per le vocali o, ø e y, e la runa per i che era usata anche per e.
Dal 1100 in poi il dialetto di Danimarca cominciò a differenziarsi da quello della Svezia. Le innovazioni si diffusero inegualmente dalla Danimarca e crearono una serie di confini dialettali minori, isoglosse, che si estendevano dalla Selandia al Norrland verso sud, e a Ostrobotnia e alla Finlandia sudorientale verso nord.
Un primo cambiamento che separò il danese runico dagli altri dialetti del norreno orientale fu il passaggio dal dittongo æi al monottongo é, come in stæinn che divenne sténn "pietra". Ciò si riflette nelle iscrizioni runiche dove le più antiche mostrano stain e le successive stin. Ci fu anche il passaggio da au come in dauðr a una ø lunga e aperta di døðr "morto". Questo mutamento si nota nelle iscrizioni runiche perché a un più antico tauþr subentra un nuovo tuþr. Inoltre il dittongo øy evolse in una ø lunga e chiusa, come nella parola per "isola" del norreno. Queste innovazioni avevano toccato anche una gran parte dell'area che parlava svedese runico alla fine di quel periodo, con l'eccezione dei dialetti parlati a nord ed est di Mälardalen dove i dittonghi esistono ancora oggi in aree piuttosto remote.

### Svedese antico

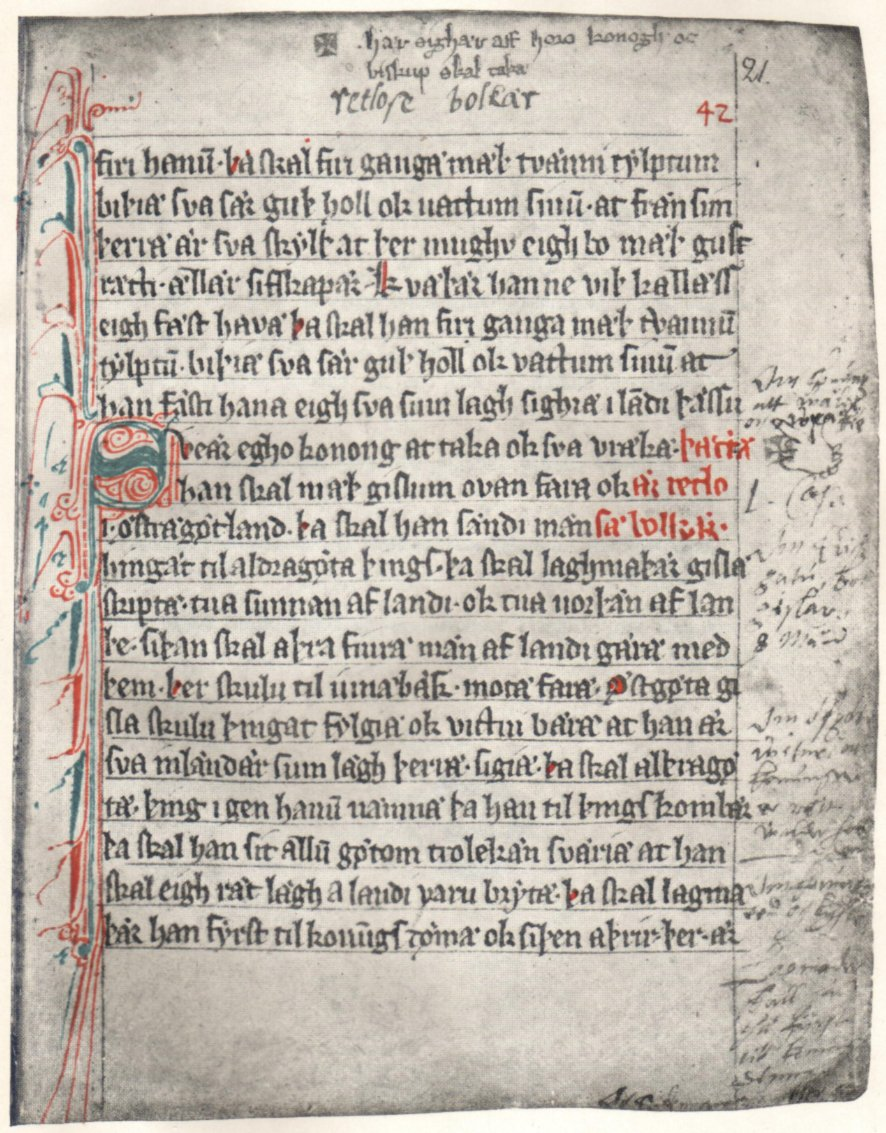
Una copia del Äldre Västgötalagen—un codice del Västergötland del 1280 circa, uno dei più antichi testi in svedese scritto con caratteri dell'alfabeto latino

Svedese antico è il termine usato per indicare la lingua svedese medioevale a partire dal 1225. Tra i più importanti documenti del periodo scritti in alfabeto latino si trova il più antico dei codici di leggi provinciali, il codice di Västgöta o Västgötalagen, del quale si sono ritrovati frammenti datati 1250. Le principali influenze durante questo periodo furono portate dalla risoluta affermazione della Chiesa cattolica e di vari ordini monastici, che introdussero molti prestiti greci e latini. Con l'ascesa del potere anseatico tra la fine del XIII e l'inizio del XIV secolo, l'influenza del basso-tedesco divenne sempre più presente. La lega anseatica, favorendo il commercio, fece sì che un gran numero di parlanti tedesco e olandese immigrassero in Svezia. Molti di essi divennero membri abbastanza influenti della società svedese medioevale e il vocabolario svedese finì con l'aggiungere alcuni termini della loro madre lingua. Accanto a un gran numero di prestiti per aree come quella bellica, commerciale e amministrativa, furono importati suffissi grammaticali generali e anche congiunzioni. Anche quasi tutti i termini navali furono prestati dall'olandese.
Il primo svedese medioevale era marcatamente diverso dalla lingua moderna, in quanto presentava una struttura più complessa per quanto riguarda i casi e non aveva ancora sperimentato una riduzione del sistema dei generi. I sostantivi, gli aggettivi, i pronomi e alcuni numerali erano declinati secondo quattro casi; accanto al moderno nominativo c'erano anche il genitivo, il dativo e l'accusativo. Il sistema dei generi era simile a quello del tedesco moderno: aveva i generi maschile, femminile e neutro. Gran parte dei sostantivi maschili e femminili furono più tardi raggruppati in un genere comune. Il sistema verbale era anch'esso più complesso: includeva i modi congiuntivo e imperativo e i verbi erano coniugati secondo persona e numero. Dal XVI secolo i sistemi di caso e genere della lingua colloquiale e della letteratura profana si ridussero drasticamente ai due casi e due generi dello svedese moderno. Le antiche declinazioni rimasero comuni nello stile aulico della prosa fino al XVIII secolo e in alcuni dialetti fino agli inizi del XX.
Un cambiamento di transizione dell'alfabeto latino nelle terre nordiche fu quello di indicare la combinazione di lettere "ae" come æ – e a volte come a' – sebbene esso variasse a seconda delle persone e delle regioni. La combinazione "ao" fu similarmente resa ao e "oe" divenne oe. Queste tre evolsero più tardi nelle lettere indipendenti ä, å e ö.

### Svedese moderno

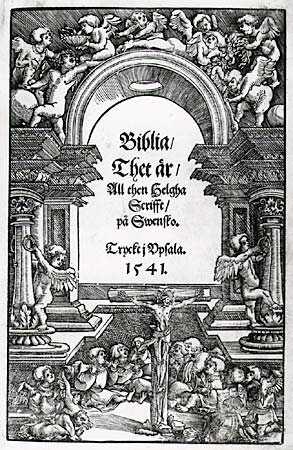
Prima pagina della Bibbia di Gustav Vasa del 1541. Stampato a Uppsala.

Lo svedese moderno (svedese: nysvenska) nasce con l'avvento della stampa e della Riforma protestante. Dopo avere assunto il potere il nuovo monarca Gustav Vasa ordinò una traduzione svedese della Bibbia. Il Nuovo Testamento fu pubblicato nel 1526, seguito da una traduzione completa della Bibbia nel 1541 che di solito è chiamata Bibbia di Gustav Vasa, una traduzione ritenuta così riuscita e autorevole che, con le revisioni incorporate nelle successive edizioni, rimase la più comune traduzione della Bibbia fino al 1917. I traduttori principali furono Laurentius Andreae e i fratelli Laurentius e Olaus Petri.
La Bibbia di Vasa è spesso considerata un compromesso ragionevole tra antico e nuovo; se da un lato non è aderente al linguaggio colloquiale parlato a quei tempi, non presenta un eccessivo uso di forme arcaiche. Quest'opera fu un passo in più verso un'ortografia svedese più coerente: definì l'uso delle vocali "å", "ä" e "ö", e la forma "ck" invece di "kk", distinguendosi chiaramente dalla Bibbia danese, forse intenzionalmente, data la continua rivalità tra queste nazioni. Tutti e tre i traduttori venivano dalla Svezia centrale e ciò è generalmente visto come l'aggiunta di specifiche caratteristiche dello svedese centrale alla nuova Bibbia.
Sebbene possa sembrare che la traduzione della Bibbia avesse fissato un autorevole standard ortografico, l'ortografia divenne in realtà meno coerente durante il resto del secolo. Di ortografia si cominciò a discutere solo verso il XVII secolo, periodo in cui furono scritte le prime grammatiche. Il dibattito sull'ortografia infuriò senza sosta fino agli inizi del XIX secolo e gli standard generalmente riconosciuti furono raggiunti solo nell'ultima metà dello stesso secolo.
L'uso del maiuscolo non fu standardizzato durante questo periodo: dipese dagli autori e dal loro ambiente. Quelli influenzati dal tedesco scrivevano con il maiuscolo tutti i sostantivi, altri usavano le maiuscole più di rado. Inoltre non sempre è facile notare quali lettere siano in maiuscolo, dato che per stampare la Bibbia si usò la scrittura gotica. Questo carattere rimase in uso fino alla metà del XVIII secolo, quando fu gradualmente sostituito dai caratteri latini (spesso antiqua).
Alcuni cambiamenti fonetici importanti nel periodo dello svedese moderno furono la graduale assimilazione di diverse combinazioni consonantiche nella fricativa [ʃ] e più tardi in [ɧ]. Si verificò anche il graduale ammorbidimento di [ɡ] e [k] in [j] e nella fricativa [ɕ] davanti a una vocale anteriore. La fricativa velare sonora [ɣ] si trasformò nella corrispondente occlusiva velare sonora [ɡ].

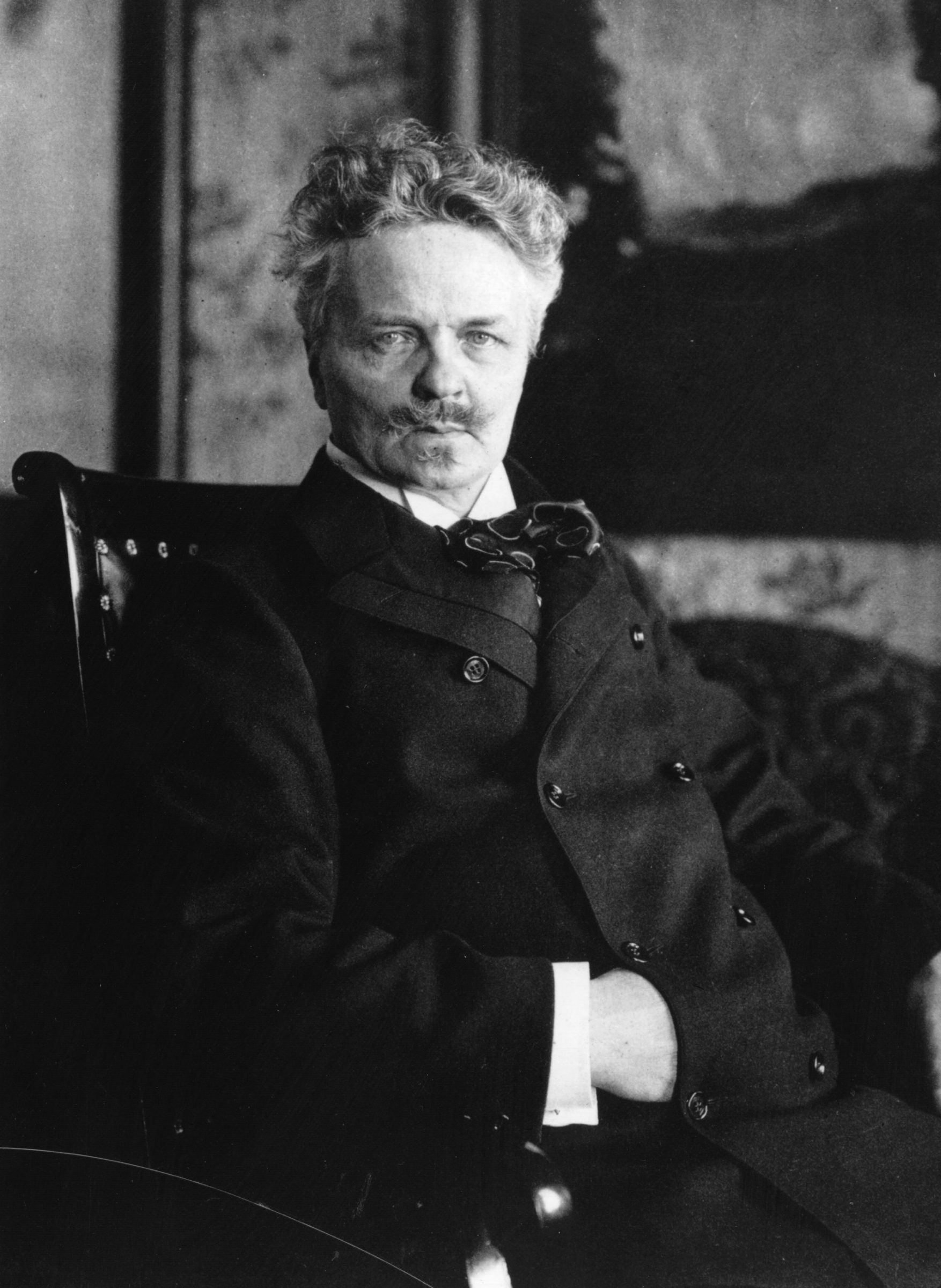
August Strindberg, uno dei più autorevoli scrittori della letteratura svedese moderna

### Svedese contemporaneo
Lo svedese parlato attualmente viene definito nusvenska (lett. "svedese di adesso") dalla terminologia linguistica e comincia a essere usato negli ultimi decenni del XIX secolo. Il periodo vide una democratizzazione della lingua con una lingua scritta meno formale che si avvicinò al parlato. La crescita di un sistema scolastico pubblico ha portato all'evoluzione del cosiddetto boksvenska (letteralmente "svedese dei libri"), specialmente tra le classi lavorative, dove l'ortografia per certi versi influenza la pronuncia, particolarmente in contesti ufficiali. Con l'industrializzazione e l'urbanizzazione della Svezia abbastanza avanzate negli ultimi decenni del XIX secolo, una nuova generazione di autori ha lasciato la propria impronta nella letteratura svedese. Molti studenti, politici e altre figure pubbliche hanno avuto una grande influenza sulla nuova lingua nazionale emergente e tra di loro ci sono stati autori prolifici come il poeta Gustaf Fröding, la vincitrice del premio Nobel Selma Lagerlöf e lo scrittore e drammaturgo radicale August Strindberg.
È stato durante il XX secolo che una lingua nazionale standardizzata si è diffusa tra tutti gli svedesi. L'ortografia è stata stabilizzata definitivamente ed è stata uniformata completamente, con alcune piccole eccezioni, dopo l'ultima e lontana riforma ortografica del 1906. Con l'eccezione delle forme plurali dei verbi e di una sintassi leggermente diversa, in particolare nello scritto, la lingua è rimasta la stessa fino a oggi. Le forme verbali plurali sono rimaste, in un uso sempre più rado, nella lingua formale (e particolarmente nello scritto) fino agli anni cinquanta, quando furono ufficialmente abolite.
Un cambiamento davvero significativo in svedese è avvenuto negli anni sessanta con la cosiddetta du-reformen, "la riforma del tu". Precedentemente il modo corretto di rivolgersi a persone dello stesso o di un più alto status sociale era quello di usare il titolo e il cognome. L'uso di herr ("Sig."), fru ("Sig.ra") o fröken ("Sig.ina") era considerato il solo modo accettabile in conversazioni iniziali con estranei di professione sconosciuta, con chi aveva un titolo accademico o un grado militare. Il fatto che ci si dovesse riferire all'interlocutore preferibilmente usando la terza persona complicava ulteriormente la comunicazione parlata tra i membri della società. Agli inizi del XX secolo ci fu un tentativo infruttuoso di sostituire l'insistenza sui titoli con ni (il pronome standard della seconda persona plurale), analogo al francese vous. Ni veniva usato come forma leggermente meno familiare di du (pronome della seconda persona singolare) usato per rivolgersi a persona di status sociale inferiore. Con la liberalizzazione e radicalizzazione della società svedese degli anni cinquanta e sessanta, queste distinzioni di classe prima significative divennero meno importanti e du divenne lo standard, anche in contesti formali e ufficiali. Sebbene la riforma non fosse un atto di alcun decreto politico centralizzato, ma piuttosto un generico cambiamento nell'atteggiamento della società, divenne generale in pochi anni tra la fine degli anni Sessanta e l'inizio degli anni Settanta.

### Prime minoranze linguistiche

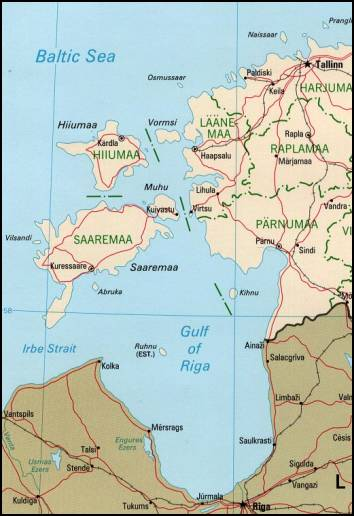
Mappa delle isole estoni che precedentemente ospitavano "svedesi della costa"

Dal XIII al XX secolo ci furono comunità di parlanti svedese in Estonia, particolarmente sulle isole (per esempio: Hiiumaa, Vormsi, Ruhnu in svedese: Dagö, Ormsö, Runö, rispettivamente) lungo la costa del Mar Baltico, che oggi sono scomparse completamente. La minoranza che parlava svedese era rappresentata in Parlamento e aveva diritto di usare la propria lingua nativa nei dibattiti parlamentari. Dopo la presa dell'Estonia da parte dell'impero russo agli inizi del XVIII secolo, circa mille estoni che parlavano svedese furono forzatamente spinti in Ucraina del sud, dove fondarono un villaggio, Gammalsvenskby ("il Vecchio Villaggio Svedese"). Alcune persone anziane nel villaggio parlano ancora svedese e osservano le festività del calendario svedese, sebbene il dialetto probabilmente sia votato all'estinzione.
Dal 1918 al 1940, quando l'Estonia era indipendente, la piccola comunità svedese fu trattata bene. Le municipalità con una maggioranza svedese, principalmente localizzate lungo la costa, usarono lo svedese come lingua amministrativa e la cultura estone-svedese vide una ripresa. Comunque, moltissime persone che parlavano svedese fuggirono in Svezia prima della fine della seconda guerra mondiale, cioè, prima dell'invasione dell'Estonia da parte dell'esercito sovietico nel 1944. Oggi resta ne solo una manciata di parlanti anziani.

## Distribuzione geografica
Lo svedese è la lingua nazionale della Svezia e la prima lingua della stragrande maggioranza dei circa otto milioni di abitanti svedesi di nascita ed è usato da un milione di immigrati. Nel 2007 circa il 5,5% della popolazione della Finlandia parlava svedese, sebbene la percentuale sia diminuita costantemente negli ultimi 400 anni. La minoranza svedese della Finlandia è concentrata nelle aree costiere e negli arcipelaghi della Finlandia meridionale e occidentale. In alcune di queste aree lo svedese è la lingua predominante. In 19 municipalità, 16 delle quali si trovano nello Åland, lo svedese è la sola lingua ufficiale. In molte altre è la lingua della maggioranza ed è una lingua ufficiale della minoranza in altre ancora.

Ci sono considerevoli flussi migratori tra gli Stati del Nord, ma a causa delle somiglianze tra le loro lingue e culture (con l'eccezione del finlandese), gli emigrati generalmente si assimilano velocemente e non restano come gruppo separato. Secondo il censimento degli Stati Uniti del 2000 circa 67 000 persone oltre i cinque anni sono registrate come parlanti svedese, sebbene senza alcuna informazione sulla reale competenza nel parlarlo. Allo stesso modo, ci sono 16 915 parlanti svedese registrati in Canada dal censimento del 2001. Fuori dalla Svezia e dalla Finlandia ci sono circa 40 000 studiosi attivi iscritti a corsi di svedese.

### Status ufficiale

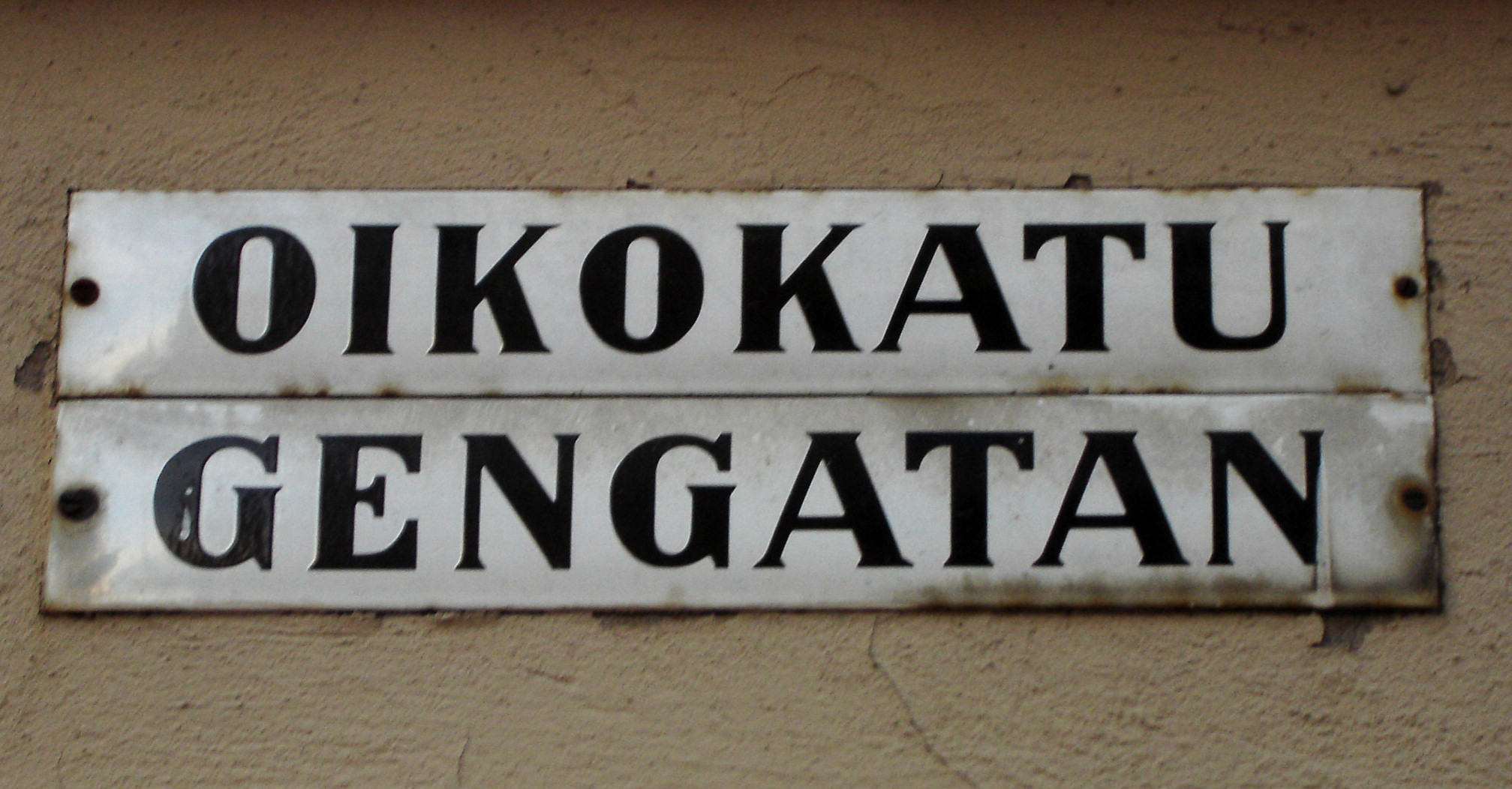
Un segnale stradale in finlandese e in svedese in Finlandia

Lo svedese è lingua ufficiale in Svezia e Finlandia. In Svezia è la lingua principale ed è usata nel governo locale e statale oltre che nella maggior parte del sistema educativo, tuttavia il riconoscimento legale come lingua ufficiale avvenne solo il 1º luglio 2009. Un progetto di legge per rendere lo svedese lingua ufficiale era già stato proposto nel 2005, ma non passò per pochissimi voti (145–147) e ciò fu dovuto al fallimento di un'alleanza parlamentare.
Lo svedese è la sola lingua ufficiale di Åland (una provincia autonoma sotto la sovranità della Finlandia) dove la stragrande maggioranza dei 26 000 abitanti parla svedese come prima lingua. In Finlandia è una delle due lingue ufficiali ma è utilizzata in maniera maggioritaria solo in alcune municipalità rurali e costiere. Tre municipalità (Korsnäs, Närpes e Larsmo) nell'entroterra finlandese riconoscono lo svedese come loro unica lingua ufficiale. Lo svedese è anche una delle lingue ufficiali dell'Unione europea e una delle lingue del Consiglio nordico. Grazie alla Convenzione linguistica dei Paesi nordici, i cittadini di tali paesi che parlano svedese hanno l'opportunità di usare la loro lingua nativa quando interagiscono con organismi ufficiali in altre nazioni del Nord senza dovere sottostare ad alcun costo di interpretazione o traduzione.

### Organismi regolatori
Il Concilio della lingua svedese (Språkrådet) è il regolatore ufficiale della lingua svedese, ma non mira ad attuare un controllo della lingua, come per esempio fa l'Académie française per il francese. Comunque, molte organizzazioni e agenzie si rifanno alla pubblicazione del consiglio Svenska skrivregler in contesti ufficiali, dato che esso viene visto come uno standard ortografico de facto. Tra le varie organizzazioni che formano il Consiglio della lingua svedese, l'Accademia svedese (fondata nel 1786) è probabilmente la più autorevole. I suoi strumenti primari sono i dizionari Svenska Akademiens Ordlista (SAOL, attualmente alla sua tredicesima edizione) e Svenska Akademiens Ordbok, in aggiunta a vari libri di grammatica, ortografia e manuali di stile. Anche se i dizionari sono usati a volte come decreti ufficiali della lingua, il loro scopo principale è descriverne l'uso corrente.
In Finlandia un ramo specifico dell'Istituto di ricerca per le lingue della Finlandia ha lo status officiale di organismo regolatore dello svedese in Finlandia. Tra le sue più alte priorità c'è quella di mantenere l'intelligibilità con la lingua parlata in Svezia. Ha pubblicato il Finlandssvensk ordbok, un dizionario che spiega le differenze tra lo svedese di Finlandia e quello di Svezia.

## Dialetti
La definizione tradizionale di un dialetto svedese è quella di una variante locale che non è stata influenzata pesantemente dalla lingua standard e della quale si può tracciare uno sviluppo separato fino ad arrivare all'antico nordico. Molti dialetti rurali autentici, come quelli di Orsa in Dalarna o Närpes in Ostrobotnia, hanno una fonetica e delle caratteristiche grammaticali molto diverse, come forme plurali nei verbi o arcaiche declinazioni. Questi dialetti possono essere quasi incomprensibili alla maggioranza degli svedesi e gran parte di coloro che li parlano sono fluenti anche in svedese standard. I diversi dialetti sono spesso così localizzati che sono limitati alle singole parrocchie e sono chiamati dai linguisti svedesi sockenmål (lett. "linguaggio delle parrocchie"). In genere sono separati in sei gruppi maggiori, con caratteristiche comuni di prosodia, grammatica e vocabolario. Più in là si potranno trovare alcuni esempi di ognuno dei gruppi qui citati. Sebbene ogni esempio sia inteso come rappresentativo dei dialetti vicini, il numero reale di dialetti è di qualche centinaio se si considera separatamente ogni singola comunità.
Questa classificazione, comunque, si basa su una visione etnica e linguistica nazionalista piuttosto romanticizzata. L'idea che solo le varianti rurali dello svedese debbano essere considerate "autentiche" non è generalmente accettata dagli studiosi moderni. Nessun dialetto, non importa quanto remoto od oscuro, è rimasto invariato o indisturbato da minime influenze dei dialetti vicini o della lingua standard, specialmente dalla fine dell'Ottocento in poi con l'avvento dei mass media e delle forme avanzate di trasporto. Le differenze sono oggi descritte più accuratamente da una scala di valori che va dalla "lingua standard" al "dialetto rurale" dove il linguaggio anche della stessa persona può variare da un estremo all'altro dipendentemente dalla situazione. Tutti i dialetti svedesi con l'eccezione delle forme altamente divergenti del linguaggio in Dalarna, Norrbotten e, per certi versi, Gotland possono essere considerati parte di un comune continuum dialettale mutualmente intelligibile. Questo continuum può anche includere alcuni dialetti norvegesi e alcuni dialetti danesi.
Gli esempi di cui sotto sono offerti i collegamenti sono stati presi da SweDia, un progetto di ricerca sui dialetti svedesi moderni disponibile per il download (sebbene con informazioni solo in lingua svedese), con esempi diversi di più di 100 dialetti differenti con registrazioni di quattro parlanti; una donna anziana, un uomo anziano, una giovane ragazza e un ragazzo. I gruppi dialettali sono quelli tradizionalmente usati dai dialettologi.

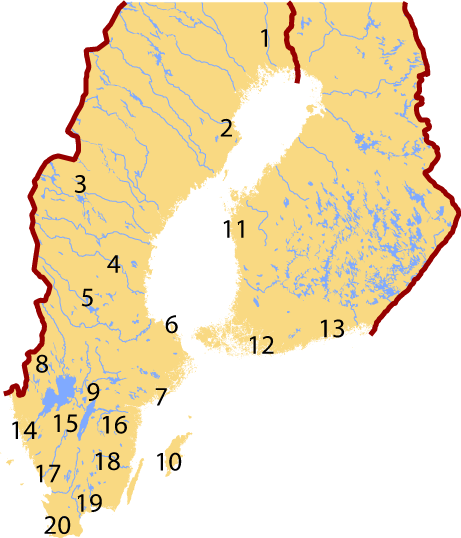
La mappa mostra la posizione dei diversi esempi di dialetti moderni

1. Överkalix, Norrbotten; giovane donna
2. Burträsk, Västerbotten; donna anziana
3. Aspås, Jämtland; giovane donna
4. Färila, Hälsingland; uomo anziano
5. Älvdalen, Dalarna; donna anziana
6. Gräsö, Uppland; uomo anziano
7. Sorunda, Södermanland; giovane ragazzo
8. Köla, Värmland giovane donna
9. Viby, Närke; uomo anziano
10. Sproge, Gotland; giovane donna
11. Närpes, Ostrobotnia; giovane donna
12. Dragsfjärd, Finlandia; uomo anziano
13. Borgå, Uusimaa Orientale; giovane ragazzo
14. Orust, Bohuslän; uomo anziano
15. Floby, Västergötland; donna anziana
16. Rimforsa, Östergötland; donna anziana
17. Årstad-Heberg, Halland; giovane uomo
18. Stenberga, Småland; giovane donna
19. Jämshög, Blekinge; donna anziana
20. Bara, Scania; uomo anziano

### Svedese standard
Lo svedese standard, che deriva principalmente dai dialetti parlati nella regione attorno alla capitale Stoccolma, è la lingua usata sostanzialmente da tutti gli svedesi e da gran parte dei finlandesi che parlano svedese. Il termine svedese usato più spesso per la lingua standard è rikssvenska ("svedese nazionale") e in altre occasioni högsvenska ("alto svedese"); l'ultimo termine è limitato allo svedese parlato in Finlandia ed è raramente usato in Svezia. Ci sono più varietà regionali di lingua standard che sono specifiche di alcune aree geografiche di diversa estensione (regioni, province, città, paesi, ecc.). Mentre queste varietà sono spesso influenzate dai dialetti autentici, la loro struttura grammaticale e fonologica aderisce strettamente a quelle dei dialetti dello svedese centrale. Nei mass media non è più così strano che i giornalisti parlino con un accento regionale distinto, ma la pronuncia più comune e quella percepita come la più formale è ancora lo svedese centrale standard.
Sebbene questa terminologia e le sue definizioni siano da tempo già state decise tra i linguisti, molti svedesi sono inconsapevoli della distinzione e del suo retroterra storico e spesso si riferiscono alle varietà regionali chiamandole "dialetti". In un sondaggio condotto nel 2005 dall'Istituto svedese della vendita al dettaglio (Handelns Utredningsinstitut), gli atteggiamenti degli svedesi nell'uso di alcuni dialetti da parte dei venditori ha rivelato che il 54% credeva che il rikssvenska fosse la varietà che si preferirebbe ascoltare quando si parla al telefono con i venditori anche se molti dialetti come il gotländska o lo skånska sono stati forniti come alternative nel sondaggio.

### Svedese di Finlandia
La Finlandia fu una parte della Svezia dal XIII secolo fino alla conquista dei territori finlandesi da parte della Russia nel 1809. Lo svedese è rimasta l'unica lingua amministrativa fino al 1902 e anche la lingua dominante della cultura e dell'istruzione fino all'indipendenza finnica del 1917 e oltre. La percentuale di parlanti svedese come prima lingua in Finlandia è gradualmente decresciuta da allora.
I dialetti svedesi parlati dagli svedesi di Finlandia sono equiparabili allo svedese parlato in Svezia e perfettamente e mutualmente comprensibili. Una differenza più marcata per intonazione e pronuncia si riscontra tra le varianti parlate nell'area geografica dell'Ostrobotnia.

### Varianti degli immigranti
Lo svedese di Rinkeby (un sobborgo a nord di Stoccolma con una cospicua parte della popolazione costituita da immigranti) è un nome comune tra i linguisti per indicare le varietà di svedese parlate dai giovani di discendenza straniera nei sobborghi di Stoccolma, Göteborg e Malmö. Queste varietà potrebbero in alternativa essere classificate come socioletti, perché i dialetti degli immigranti condividono tratti comuni indipendenti dalla loro diffusione geografica o dalla terra nativa dei parlanti. Alcuni studi hanno comunque trovato caratteristiche distintive e portato alla classificazione dello svedese di Rosengård (da Rosengård a Malmö). Un'indagine fatta dalla linguista svedese Ulla-Britt Kotsinas ha mostrato come gli stranieri avessero difficoltà nell'indovinare le origini dei parlanti di svedese di Rinkeby a Stoccolma. La più grande difficoltà è stata quella di identificare il linguaggio di un ragazzo i cui genitori erano entrambi svedesi; solo l'1,8% ha indovinato la sua lingua nativa.

## Grammatica

### Alfabeto
L'alfabeto svedese è composto da 29 lettere: Aa, Bb, Cc, Dd, Ee, Ff, Gg, Hh, Ii, Jj, Kk, Ll, Mm, Nn, Oo, Pp, Qq, Rr, Ss, Tt, Uu, Vv, Ww, Xx, Yy, Zz, Åå, Ää, Öö.

### Sostantivi
Come molte lingue germaniche, lo svedese mantiene il genere neutro; al contrario però, per esempio, del tedesco, non distingue più il maschile dal femminile (salvo in alcune espressioni desuete o idiomatiche). Il genere "maschile + femminile" è spesso chiamato genere comune o non-neutro.

Più dell'80% dei sostantivi svedesi sono comuni, anche se sono neutri molti dei sostantivi più utilizzati.
La formazione regolare del plurale avviene in modi diversi
- sostantivi di genere comune:
  - aggiunta di -er: vän → vänner (amico – amici)
  - aggiunta di -ar: häst → hästar (cavallo – cavalli); pojke → pojkar (ragazzo – ragazzi)
  - aggiunta di -or (vale per sostantivi che terminano in -a): matta → mattor (tappeto – tappeti)
  - cambio della vocale radicale (con o senza desinenza plurale): hand → händer (mano – mani); man → män (uomo – uomini); bror → bröder (fratello – fratelli)
- sostantivi di genere neutro:
  - nessuna desinenza: bord → bord (tavolo – tavoli)
  - aggiunta di -n (vale per sostantivi che terminano in vocale): äpple → äpplen (mela – mele)

### Articoli
Come articolo indeterminativo, in svedese si usa en sempre con i nomi singolari comuni, e ett con i nomi singolari neutri.
L'articolo indeterminativo viene messo prima del sostantivo:
Es. En bok (un libro), ett hus (una casa).
L'articolo determinativo viene aggiunto come suffisso al sostantivo:
Es. boken (il libro), huset (la casa).
Per il plurale: i sostantivi di genere comune aggiungono il suffisso -na. Es.: vännerna, hästarna, mattorna, händerna (gli amici, i cavalli, i tappeti, le mani). I sostantivi di genere neutro aggiungono il suffisso -en: borden (i tavoli), o -a: äpplena (le mele).
Se invece sono presenti aggettivi, il suffisso rimane, ma si ha anche un articolo vero e proprio (prima degli aggettivi, che sono obbligatoriamente prima del sostantivo), che è den per il comune singolare, det per il neutro singolare, de per tutti i nomi plurali. Esempi: den nya boken («il nuovo libro»), det stora huset («la grande casa»), de nya böckerna som talar om de stora husen («i nuovi libri che parlano delle grandi case» - il plurale di bok è irregolare).

### Verbi
Insieme ad altre lingue scandinave, lo svedese (moderno) è una delle poche lingue indoeuropee che non coniuga i verbi secondo la persona e il numero. Tutti i tempi di tutti i verbi (inclusi tutti i verbi irregolari) rimangono invariati quale che sia il soggetto: per esempio, il presente indicativo del verbo essere, che in italiano ha cinque forme diverse, in svedese rimane sempre är.
I verbi non possono essere coniugati secondo la persona, ma solo secondo tempi, modi e diatesi. Dato che si usano sempre le stesse forme per tutte le persone, in mancanza di un soggetto esplicito bisogna sempre avere il pronome soggetto:

Per (att) prata (I coniugazione), si ha "radice + -ar"

parlo – jag pratar

parli – du pratar

parla – han/hon/den/det pratar (lui/lei, esso)

parliamo – vi pratar

parlate – ni pratar

parlano – de pratar
Per (att) leka (II coniugazione), si ha "radice + -er"

gioco – jag leker

giochi – du leker

gioca – han/hon/den/det leker

giochiamo – vi leker

giocate – ni leker

giocano – de leker
Come verbo ausiliare temporale per il passato si usa solamente ha (avere)

ho parlato – jag har pratat

sono stato – jag har varit (i.e. io *ho stato)

sono venuto – jag har kommit (i.e. io *ho venuto)
Il congiuntivo non si usa più o, per meglio dire, le sue forme sono indistinguibili da quelle dell'indicativo. L'unica forma a essere morfologicamente distinguibile e che viene usata con una certa frequenza anche nel parlato è il congiuntivo imperfetto di att vara (essere): vore. Per esempio: Det vore kul att gå på bio ikväll (Sarebbe bello andare al cinema stasera).
Verbi irregolari
Naturalmente ci sono verbi irregolari anche in svedese. Vara, ha, måste, kunna, vilja (essere, avere, dovere, potere, volere) sono irregolari come in italiano:
vara – essere

varit – stato

varande – essendo

varande – essente
|                    | vara     | ha      | måste        | kunna    | vilja    |
|                    | (essere) | (avere) | (dovere)     | (potere) | (volere) |
| ------------------ | -------- | ------- | ------------ | -------- | -------- |
| presente           | är       | har     | måste        | kan      | vill     |
| imperfetto         | var      | hade    | måste (raro) | kunde    | ville    |
| participio passato | varit    | haft    | måst         | kunnat   | velat    |

Il verbo "måste" (dovere), viene quasi sempre sostituito con "vara tvungen" (essere forzato) nell'imperfetto: ho dovuto parlare con lui = jag var tvungen att prata med honom = sono stato forzato a parlare con lui. Si fa nello stesso modo nel passato prossimo.

Il verbo "att kunna" (potere) può anche significare "sapere", come nel seguente esempio: Kan du italienska? (Sai l'italiano?).
Il condizionale si crea con l'ausiliare "skulle": avrei parlato con lui – jag skulle ha talat med honom.

Non va però dimenticato che skulle può anche avere un altro valore modale, dato che etimologicamente viene da un verbo con il significato di "dovere". Per questo una frase come Jag skulle vara där klockan 8, men jag var försenad, deve essere tradotta con "Sarei dovuto essere lì alle 8, ma ero in ritardo".
Il futuro si crea in due modi: 1) con l'ausiliare "att komma" (venire): Parlerò con lui – Jag kommer att tala med honom (questo ausiliare vuole la forma completa dell'infinito "att + verbo", anche se nella lingua parlata informale si tende spesso alla soppressione di att);
2) con l'ausiliare ska: Parlerò con lui – Jag ska tala med honom. Come abbiamo visto per skulle a proposito del condizionale, anche ska può avere un ulteriore valore modale (quello di "dovere"), e le due forme di futuro non sono perciò sempre intercambiabili. Un esempio: Guarda "La vita è bella" di Benigni, ti piacerà – Titta på Benignis "Livet är underbart", du kommer att gilla den. In questo caso, l'uso di ska come ausiliare per il futuro sarebbe erroneo, a causa del suo senso secondario di "obbligatorietà". Un altro esempio è la frase Så ska man göra! - Così si fa/deve fare!. Infine, va notato che ska si usa molto frequentemente per introdurre proposizioni interrogative in cui l'azione espressa dal verbo è situata nel futuro, ma che in italiano suonerebbe piuttosto strano esprimere con un futuro (a causa della prossimità dell'azione con il presente). Esempi: Ska vi gå? - Andiamo? | Ska vi vänta eller ska vi dra? - Aspettiamo o ce ne andiamo?.
L'imperativo dei verbi regolari si crea in due modi diversi, a seconda della coniugazione. L'imperativo di un verbo regolare della prima coniugazione è sempre l'infinito, mentre di un verbo regolare della seconda e terza coniugazione è l'infinito senza la -a finale (non si fa differenza tra singolare e plurale):

I coniugazione:

(att) prata – parlare; prata! - parla!

(att) lyssna – ascoltare; lyssna! - ascolta!

(att) titta – guardare; titta! - guarda!

II e III coniugazione

(att) släppa – mollare; släpp! - molla!

(att) sänka – abbassare; sänk! - abbassa!

(att) höra – sentire; hör! - senti!

(att) göra – fare; gör! - fai!
Verbi irregolari:

(att) ge – dare; ge mig det! - dammelo!

(att) gå – andare; gå! - vai!

(att) tro – credere; tro på mig! - credimi!
La particella (att) rappresenta il prefisso dell'infinito, corrispondente all'inglese to.
Lo svedese è una delle poche lingue indoeuropee moderne che mantengono un passivo sintetico, ottenuto cioè attraverso la flessione morfologica del verbo, anziché per mezzo di verbi ausiliari. In breve, la formazione del passivo può avvenire in tre modi:
- coniugando il verbo con il suffisso del passivo -s; es.: Polisen förhörde honom – La polizia l'ha interrogato | Han förhördes av polisen – È stato interrogato dalla polizia
- con l'ausiliare (att) vara (essere), come in italiano; Han var vald av folket – È stato eletto dal popolo
- con l'ausiliare (att) bli (diventare); Han blev stoppad av polisen – È stato fermato dalla polizia

## Fonetica
Lo svedese è una lingua tonale, seppur debolmente: a un accento d'intensità (come in italiano) si oppone una combinazione d'accento principale e secondario con variazioni tonali che permettono di distinguere parole tra loro omografe e, per il resto, omofone.

Per esempio anden, con un solo accento d'intensità sulla prima sillaba, significa «l'anatra» mentre pronunciata con un accento principale e un tono abbastanza alto leggermente discendente sulla prima sillaba e sulla seconda un accento secondario il cui tono abbastanza basso risale leggermente significa «lo spirito». È possibile ascoltare  la realizzazione in dialetto svedese centrale di questi due accenti.
La differenza tra i due accenti, chiamati in svedese accent I (quello "piatto") e accent II (quello con variazione tonale), dipende dal fatto che il secondo si può usare solo in parole con almeno due sillabe e mai in parole con accento sull'ultima sillaba. In effetti, l'accento tonale (ordaccent) è spesso predicibile, se si conosce il morfema della sillaba postonica: in questo modo, si ha una distinzione basica tra gli affissi che cambiano l'accento della parola (accent II-affix, per esempio il plurale e l'infinito) e quelli che non lo influenzano (accentneutrala affix, per esempio l'articolo determinativo e il presente). Inoltre, la grandissima maggioranza delle parole composte ha accent II indipendentemente dal fatto che le singole componenti abbiano accent I o accent II come parole singole. Un esempio è tàxichaufför (tassista), che ha accent II benché sia taxi che chaufför abbiano accent I quando usate da sole.
Quelle poi che nella scrittura sono consonanti doppie (nonché ck intervocalico) sono effettivamente geminate nella pronuncia, ma non esattamente come in italiano: vissa («certi, -e») è distinguibile da visa («mostrare»). Abbiamo /'visa/ ['vissa] e /'vi:sa/ ['viisa] mentre in italiano avremmo /'vissa/ ['visːsa] e /'visa/ ['viːsa].
Nello svedese scritto sono presenti ben nove vocali (a, e, i, o, u, y, å, ä, ö), ognuna delle quali può essere lunga o breve nella pronuncia, per formare un totale che varia a seconda del dialetto specifico.
Sono praticamente sconosciuti i dittonghi fonologici, che anche quando sussistono tendono spesso a essere ridotti a una vocale singola. Foneticamente, però, le vocali «lunghe» sono dittonghi ristretti (cfr. visa).

## Esempi
- Svedese: svenska
- Ciao: hej /'hej/
- arrivederci: hej då /hej'do:/
- per favore: snälla /'snɛl:a/
- grazie: tack /tak:/
- prego: varsågod /vaʂo'gu:d/
- quello: den där /dɛn'dɛ:r/
- quanto?: hur mycket? /hʉ:r'mʏke/
- Italiano: italienska /ita'lje:nska/
- sì: ja /jɑː/
- no: nej /nej/
- cin cin: skål /'sko:l/
- Italia: Italien /i'tɑːlien/
- Svezia: Sverige /'svɛrje/

Numeri da 0 a 10: noll (zero), en/ett (uno), två (due), tre, fyra (quattro), fem (cinque), sex (sei), sju [hu(parte meridionale)] (sette), åtta (otto), nio (nove), tio (dieci).

## Premi Nobel per la letteratura di lingua svedese
- Selma Lagerlöf (1909,  Svezia)
- Carl Gustaf Verner von Heidenstam (1916,  Svezia)
- Erik Axel Karlfeldt (1931,  Svezia, postumo)
- Pär Fabian Lagerkvist (1951,  Svezia)
- Eyvind Johnson e Harry Martinson (1974,  Svezia)
- Tomas Tranströmer (2011,  Svezia)